# Okrzeszyn (Neder-Silezië)
Okrzeszyn is een dorp in de Poolse woiwodschap Neder-Silezië. De plaats maakt deel uit van de gemeente Lubawka en telt 278 inwoners.

## Galerij

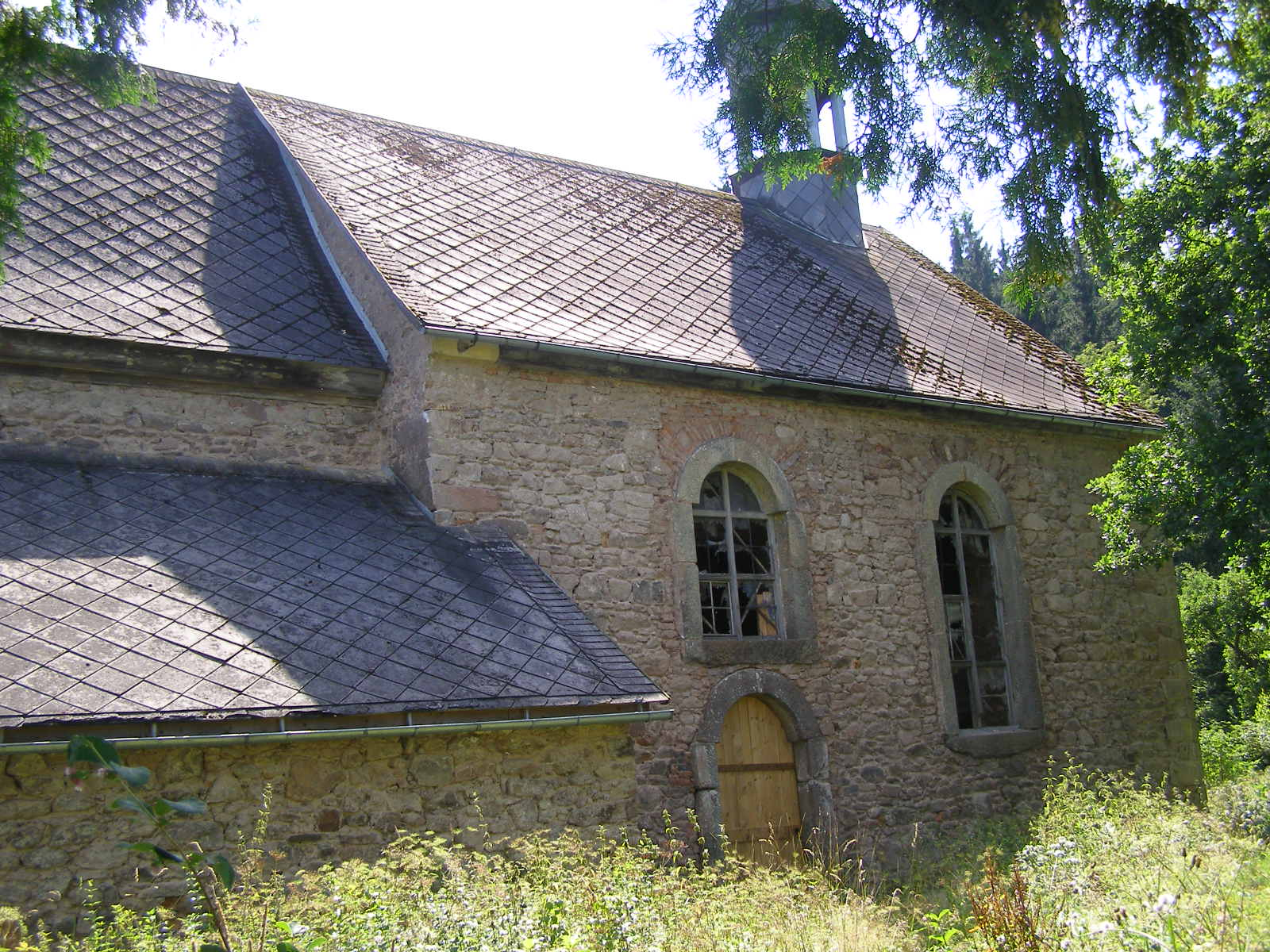
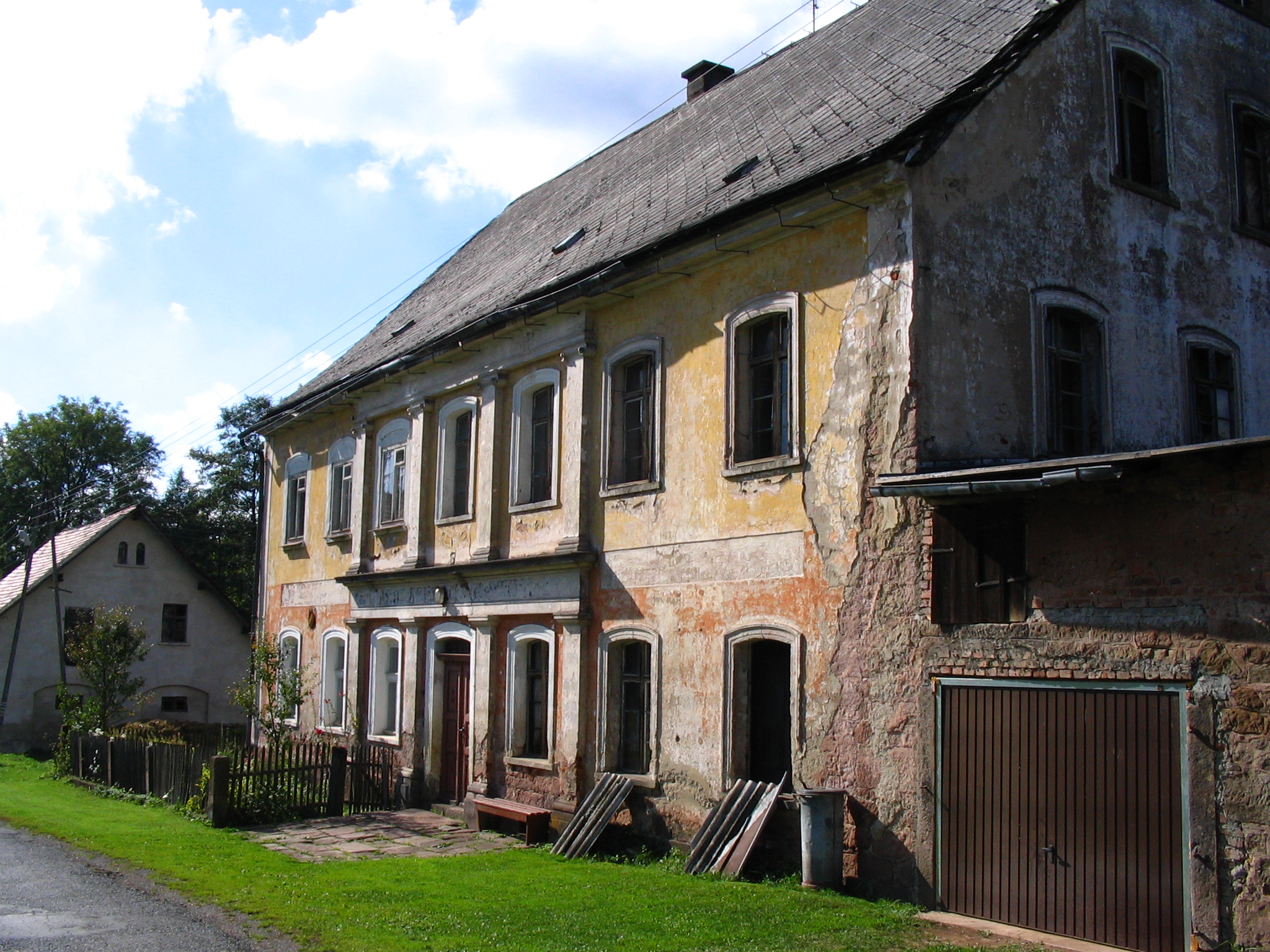
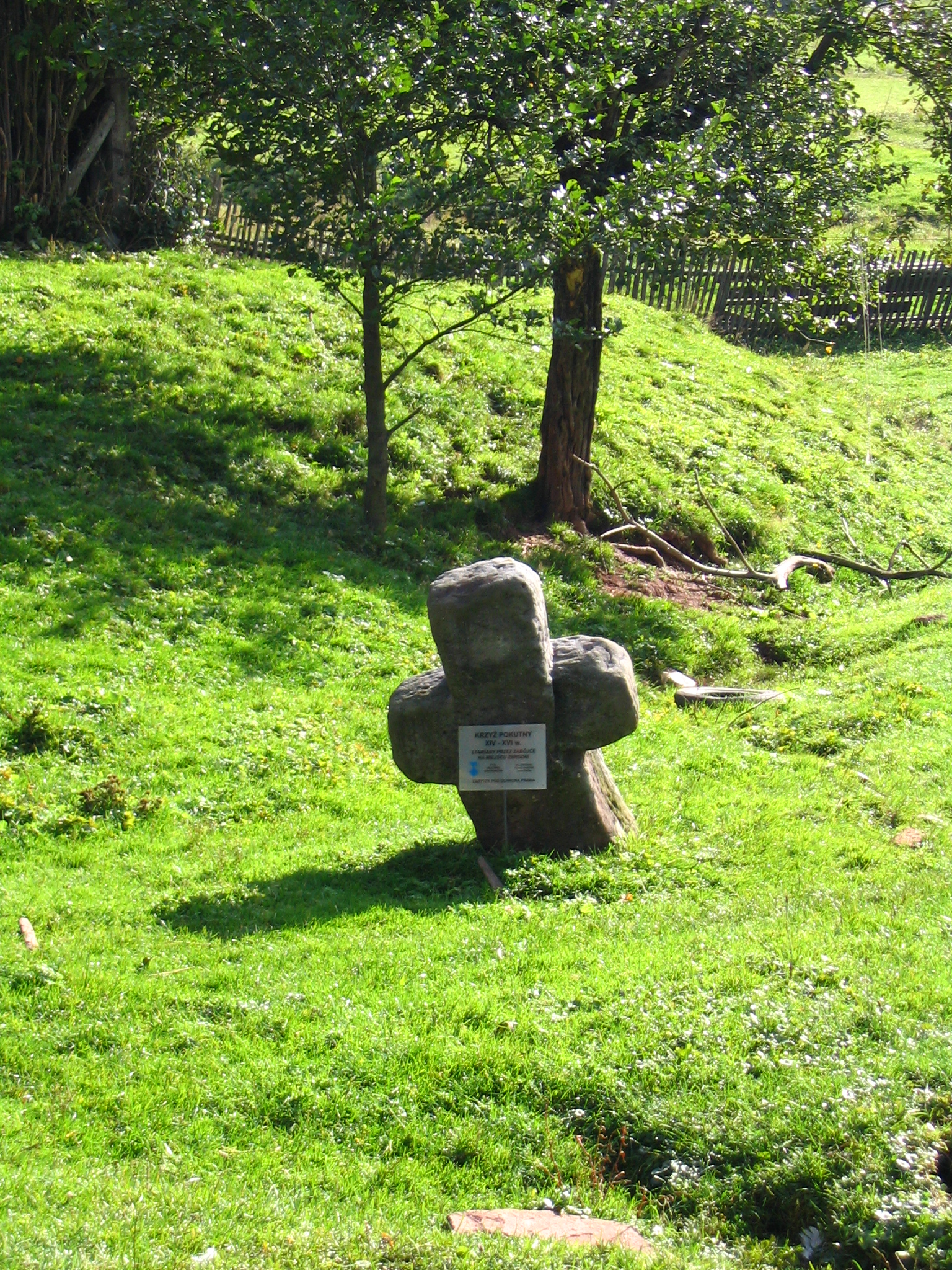
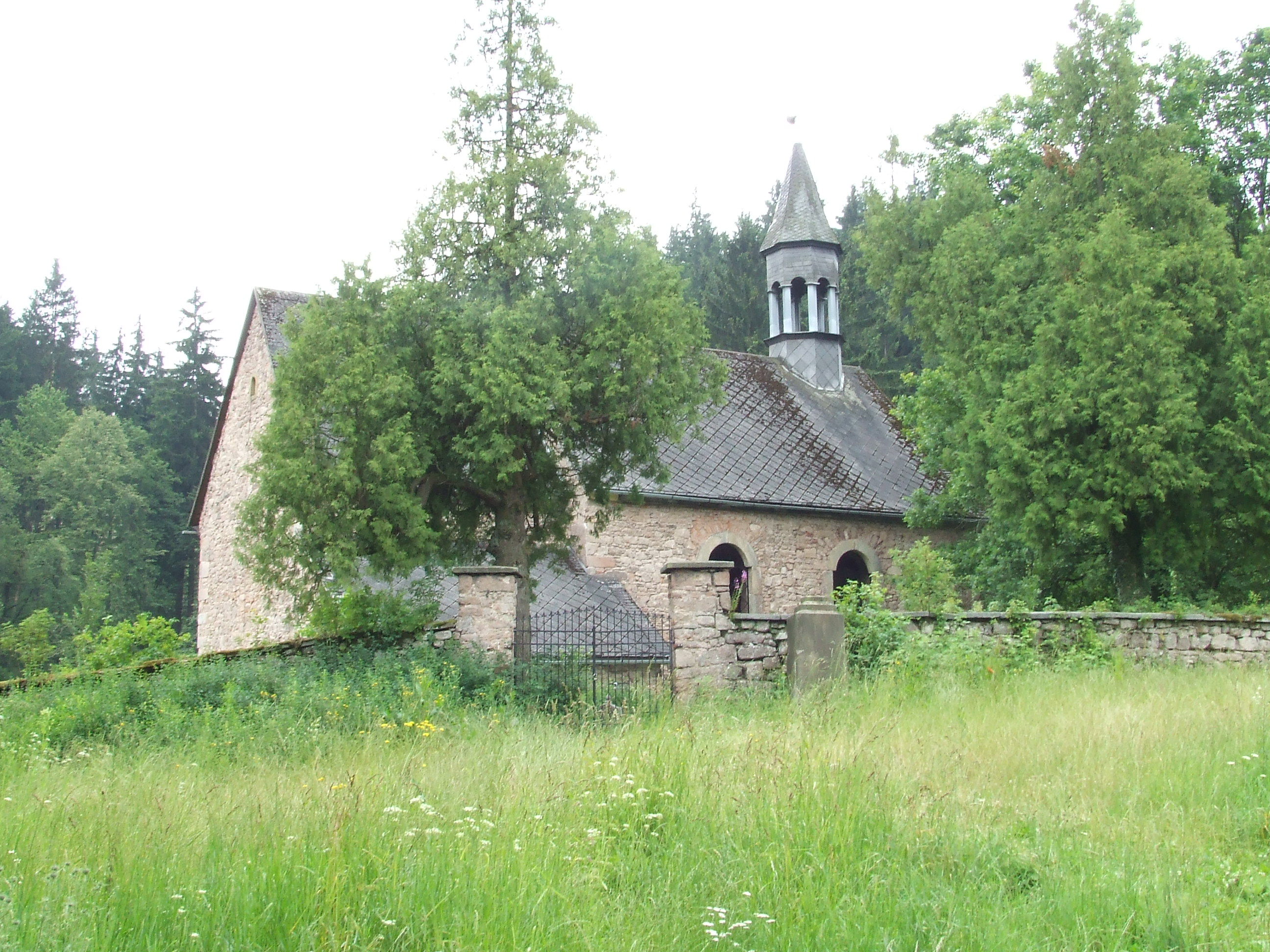
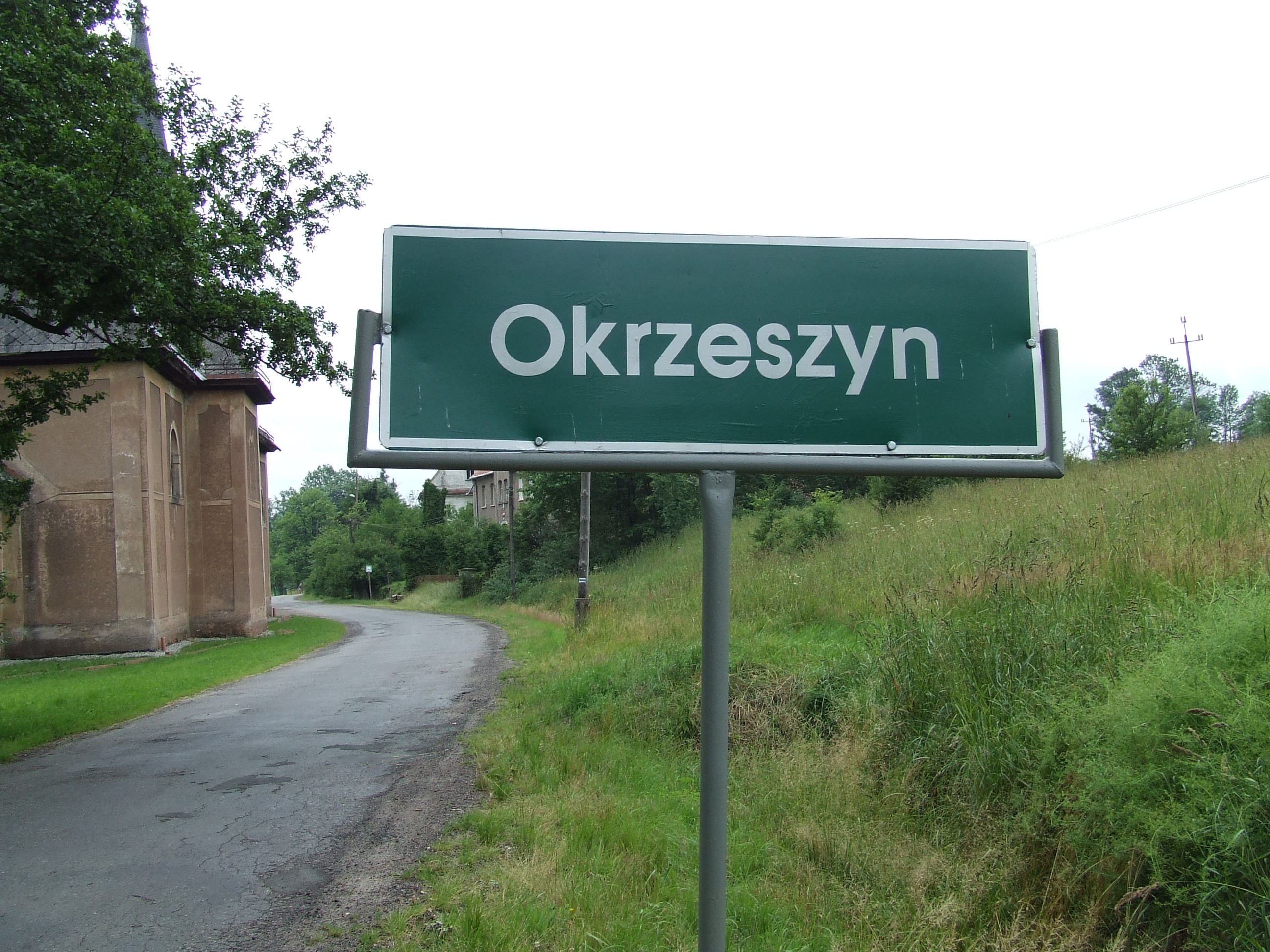

## Verkeer en vervoer
- Station Okrzeszyn